# Слейтер, Джоан
Джо́ан Сле́йтер (англ. Joan Slater, в девичестве Дью́херст англ. Dewhirst) — британская фигуристка, выступавшая в танцах на льду. В паре с Джоном Слейтером становилась серебряным призёром первых двух чемпионатов мира (1952, 1953).

## Биография
Согласно Элейн Хупер, историку британского фигурного катания, Джоан родилась в конце 1930-х годов. В детстве занималась балетом и музыкой. Встала на коньки в одиннадцать лет на одном из манчестерских катков.
В 1950 году фигуристка образовала танцевальную пару с Джоном Слейтером, который ранее выступал с Джин Уэствуд. За время летнего перерыва, когда катки были закрыты на ремонт, Уэствуд нашла нового партнёра — Лоренса Демми.
В 1951 году Джоан и её партнёр громко заявили о себе, завоевав серебро на международном турнире по танцам на льду в Милане, где уступили лишь соотечественникам Уэствуд и Демми. Соревнования в Италии рассматриваются как предтеча чемпионатов мира по танцам на льду, которые начали проводиться в 1952 году.
Через несколько месяцев после турнира в Милане, Джоан и Джон опередили Уэствуд и Демми, выиграв первый из трёх в своей карьере чемпионат Великобритании. В 1952 и 1953 году Джоан и Джон сохранили статус чемпионов страны, а также завоевали серебро чемпионата мира. В годы соревновательной карьеры они тренировалась в Манчестере у Джека Уэйка, а позже катались под наставничеством Глэдис Хогг в Лондоне.
В 1954 году пара ушла из соревновательного катания в ледовое шоу «Ice Capades». В июле того же года они поженились. В 1958 году родился первый из двух их сыновей — Никки, который впоследствии занимался танцами на льду, в паре с Карин Барбер был чемпионом Великобритании и участником Олимпийских игр.
Завершив карьеру фигуристки, она начала тренерскую деятельность. В разные годы она была наставником танцоров на льду Сьюзен Гетти и Роя Брэдшоу, Шэрон Джонс и Пола Аскема, Шинед Керр и Джона Керра. Являлась председателем тренерского совета при Британской федерации фигурного катания.
Элейн Хупер высоко оценивает спортивный вклад Слейтер, называя её одной из легенд фигурного катания в Великобритании. В 2007 году стала кавалером Ордена Британской империи. Умерла 14 апреля 2020 года, у неё остались сыновья Никки и Ким.

## Результаты
| Соревнования             | 1951 | 1952 | 1953 |
| ------------------------ | ---- | ---- | ---- |
| Чемпионат мира           |      | 2    | 2    |
| Чемпионат Великобритании | 1    | 1    | 1    |